# Gry Kirsti Skjønhaug
Gry Kirsti Skjønhaug (* 18. Februar 1969 in Oslo, geborene Gry Kirsti Solberg) ist eine norwegische Badmintonspielerin und ehemalige Konditorin. 

## Karriere
Gry Kirsti Skjønhaug gewann bei den norwegischen Meisterschaften der Konditoren 1994 Silber und 1995 Gold. Bei der Weltmeisterschaft des letztgenannten Jahres wurde sie Neunte.
Im Badminton feierte sie nach drei Nachwuchstiteln 1988 ihren ersten Sieg bei den norwegischen Meisterschaften der Erwachsenen. Neun weitere Titel folgten bis 2007.

## Sportliche Erfolge
| Saison | Veranstaltung                   | Disziplin   | Platz | Name                                                             |
| ------ | ------------------------------- | ----------- | ----- | ---------------------------------------------------------------- |
| 1982   | Norwegische Meisterschaft U14   | Damendoppel | 1     | Gry Kirsti Solberg / Bente Rotevatn, Fjellhamar BK               |
| 1985   | Norwegische Meisterschaft U16   | Dameneinzel | 1     | Gry Kirsti Solberg, Skjønhaug, Fjellhamar BK                     |
| 1985   | Norwegische Meisterschaft U16   | Damendoppel | 1     | Gry Kirsti Solberg / Bente Andersen, Fjellhamar BK-Sandefjord BK |
| 1988   | Norwegen: Einzelmeisterschaften | Damendoppel | 1     | Marianne Wikdal / Gry K. Solberg                                 |
| 1989   | Norwegen: Einzelmeisterschaften | Damendoppel | 1     | Marianne Wikdal / Gry K. Solberg                                 |
| 1990   | Norwegen: Einzelmeisterschaften | Damendoppel | 1     | Marianne Wikdal / Gry K. Solberg                                 |
| 1998   | Norwegen: Einzelmeisterschaften | Damendoppel | 1     | Gry Kirsti Skjønhaug / Monica Halvorsen                          |
| 2001   | Norwegen: Einzelmeisterschaften | Mixed       | 1     | Sverre Bergland / Gry Kirsti Skjønhaug                           |
| 2002   | Norwegen: Einzelmeisterschaften | Damendoppel | 1     | Gry Kirsti Skjønhaug / Sara B. Kvaerno                           |
| 2004   | Norwegen: Einzelmeisterschaften | Damendoppel | 1     | Gry Kirsti Skjønhaug / Helene Norland                            |
| 2006   | Norwegen: Einzelmeisterschaften | Damendoppel | 1     | Gry Kirsti Skjønhaug / Helene Norland                            |
| 2007   | Norwegen: Einzelmeisterschaften | Mixed       | 1     | Sverre Bergland / Gry Kirsti Skjønhaug                           |
| 2007   | Norwegen: Einzelmeisterschaften | Damendoppel | 1     | Gry Kirsti Skjønhaug / Helene Norland                            |